# آرامگاه میرسید بهرام
آرامگاه میرسید بَهرام (ازبکی: Mir Said Bahrom) آرامگاهی متعلق به سده دهم تا یازدهم در شهر کرمنه در نزدیکی نوایی در ازبکستان است. این آرامگاه دارای ویژگی‌هایی مشابه آرامگاه اسماعیل سامانی در بخارا، مقبره عرب آتا در ولایت سمرقند و آرامگاه آق‌آستانه بابا در ولایت سرخان‌دریا است.
آرامگاه میرسید بهرام با دیوار مربع (۴٫۵ × ۴٫۵ متر)، با سقف گنبدی به سبک معماری سامانیان با آجر پخته (۲۱ × ۲۱×۳ سانتی‌متر) ساخته شده‌است. سقف از ۳ قسمت قاب‌بندی شده تشکیل شده‌است. آیاتی از قرآن به خط کوفی در قاب رواق نوشته شده‌است. ستون‌ها از یک جفت آجر به سبک «دوگانه» ساخته شده‌است. دیوارهای کناری و پشتی بدون تزئین هستند. گنبد داخلی را یک طاق ۸ ضلعی (۵ ستون آجری) نگه می‌دارد. سقف از آجر پخته (۲۶٫۵ × ۲۶٫۵ × ۵ سانتی‌متر) ساخته شده‌است. مقبره چندین بار (۱۹۶۰–۱۹۷۰) تعمیر شد و ظاهر اولیه خود را از دست داد. مقبره با تناسبات دقیق اجزای معماری و مختصر بودن نقوش متمایز است.

## وضعیت میراث جهانی
این مکان در ۱۸ ژانویه ۲۰۰۸ در رده فرهنگی به فهرست موقت میراث جهانی یونسکو اضافه شد.